# Berekfürdő
Berekfürdő is een plaats (község) en gemeente in het Hongaarse comitaat Jász-Nagykun-Szolnok. Berekfürdő telt 1040 inwoners (2004).